# Dohňany
Dohňany je naseljeno mjesto u okrugu Púchov u Trenčínskom kraju u Slovačkoj.

## Stanovništvo
| Godina:     | 1993. | 2003.   | 2013.   | 2023.   |
| ----------- | ----- | ------- | ------- | ------- |
| Broj ljudi: | 1696  | 1755    | 1744    | 1901    |
| Razlika:    |       | +3,47 % | -0,62 % | +9,00 % |

| Godina:     | 2022. | 2023.   |
| ----------- | ----- | ------- |
| Broj ljudi: | 1896  | 1901    |
| Razlika:    |       | +0,26 % |

Prema podatcima o broju stanovnika iz 2023. godine naselje je imalo 1901 stanovnika.

## Vanjske poveznice
|  | Zajednički poslužitelj ima još gradiva o temi Dohňany |

- Službena stranica naselja (sl.)